# Ludwig von Reinhard (Diplomat)
Ludwig Michael August von Reinhard (* 17. August 1804 in Moskau; † 28. Oktober 1866 in Frankfurt am Main) war ein deutscher Diplomat. Reinhard war königlich württembergischer Außerordentlicher Gesandter und Bevollmächtigter Minister im Königreich Preußen sowie Gesandter beim Bundestag des Deutschen Bundes in Frankfurt am Main.

## Leben

### Familie
Ludwig Michael August von Reinhard war der Sohn von Philipp Christian von Reinhard (* 2. Dezember 1764 in Schorndorf). Sein Vater war zunächst Privatdozent an der Universität Marburg und wurde 1803 Professor der Philosophie und des Naturrechts an der Moskauer Universität sowie kaiserlich russischer Hofrat. Mit dem Eintritt in den russischen Staatsdienst erhielt er den Adelsstand für sich und seine Nachkommen.
Philipp Christian heiratete am  26. Oktober 1803 in Hamburg in erster Ehe Luise Caroline (* 1770), eine Tochter des Hamburger Pädagogen und Publizisten Johann Georg Büsch. Seine Frau verstarb aber bereits im September 1804, wenige Wochen nach der Geburt von Ludwig. Auf der Flucht aus Moskau während Napoleons Russlandfeldzug starb auch Philipp Christian von Reinhard am 7. November 1812 in Nischni Nowgorod. Dessen älterer Bruder war der französische Diplomat und Staatsmann Karl Friedrich Reinhard.

### Beruflicher Werdegang
Reinhard kam zunächst zu seiner Tante Wilhelmine, der jüngeren Schwester seiner Mutter und Ehefrau von Hieronymus Sillem, nach Sankt Petersburg und ab 1815 zu seiner Tante Friederike, der älteren Schwester seiner Mutter und Ehegattin von Piter Poel, nach Altona. Dort erhielt er erstmals Unterricht in der höheren Bildung. Er studierte ab 1823 Rechts- und Staatswissenschaften an der Universität Göttingen sowie der Universität Tübingen und beendete seine Studien an der Universität Berlin.
Im Anschluss trat Reinhard auf Wunsch und durch die Vermittlung seines einflussreichen Onkels Karl Friedrich Reinhard in den württembergischen Justizdienst ein. Er arbeitete ab 1827 als Referendar beim württembergischen Justizministerium und am Stadtgericht in Stuttgart. 1829 wechselte er in das württembergische Außenministerium, wo er zunächst bei der Gesandtschaft in Frankfurt am Main beschäftigt war und ab 1830 als Attaché bei der Gesandtschaft in Paris. Zum Ende des Jahres 1831 wechselte er an die württembergische Vertretung in das Königreich Bayern nach München, wo er dem Gesandten Philipp Moritz von Schmitz-Grollenburg zugeteilt wurde. Im Dezember 1833 erfolgte seine Beförderung zum Legationssekretär. Als solcher wurde Reinhard 1835 an die württembergische Gesandtschaft nach Sankt Petersburg in das Russische Kaiserreich versetzt und war, nach der Rangerhöhung zum Legationsrat, von 1842 bis 1845 Ministerresident der württembergischen Vertretung im Königreich der Niederlande in Den Haag.
Im Oktober 1845 erfolgte Reinhards Ernennung durch König Wilhelm von Württemberg zum Außerordentlichen Gesandten und Bevollmächtigten Minister nach Berlin in das Königreich Preußen, damit verbunden war die Verleihung des Titels und Ranges eines Geheimen Legationsrates. Er war gleichzeitig als Gesandter im Königreich Sachsen am Dresdner Hof akkreditiert, wo er sich aber nur selten aufhielt. In seinen umfangreichen Berichten aus der Preußischen Hauptstadt, die zum Teil in Französisch verfasst sind, schildert er die wichtige Rolle des Zollvereins, berichtete aber auch von den Unruhen in den preußischen Provinzen in Polen und von der Schleswig-Holsteinischen Erhebung. Sehr genau beobachtete er die demokratische Entwicklung in der Frankfurter Nationalversammlung, zu der sich Reinhard ablehnend bis feindlich äußerte. Ein weiteres Thema war das Zustandekommen des Dreikönigsbündnisses im Mai 1849 sowie der Anschluss der bis dahin separaten Fürstentümer Hohenzollern-Hechingen und Hohenzollern-Sigmaringen an den Preußischen Staat.
Ab Januar 1850 war Reinhard Bevollmächtigter Württembergs bei der Bundeszentralkommission in Frankfurt am Main und im September des gleichen Jahres, nach der Wiederherstellung des Deutschen Bundes, ordentlicher Bundestagsgesandter bei der Bundesversammlung. Er war dort Mitarbeiter in zahlreichen Kommissionen und Ausschüssen, so unter anderem im Ausschuss für das Bundeskassen- und Finanzwesen, im politischen Ausschuss, im handelspolitischen Ausschuss, im Ausschuss für Militärangelegenheiten, im Ausschuss für das Auswanderungswesen sowie in der Exekutionskommission. Außerdem vertrat er das Königreich Württemberg als Gesandter ab 1852 in Darmstadt im Großherzogtum Hessen sowie ab 1856 in Kassel im Kurfürstentum Hessen.
Aus gesundheitlichen Gründen trat Reinhard im November 1865 in den Ruhestand. Sein Nachfolger als württembergischer Bundestagsgesandter wurde der Staatsminister Joseph von Linden. Reinhards Abschiedsschreiben vom 15. Dezember 1865 an den österreichischen Bundespräsidialgesandten der Bundesversammlung Alois Kübeck von Kübau wurde am 21. Dezember 1865 in einer Sitzung der Bundesversammlung vorgelegt und verlesen:

„Hochwohlgeborener Freiherr, hochverehrter Herr wirklicher Geheimer Rath und Bundespräsidial-Gesandter! Nachdem seine Majestät der König, mein allergnädigster Herr, mich auf mein Ersuchen wegen meiner leidenden Gesundheit in den Ruhestand zu versetzten geruht haben, sehe ich mich zu meinem lebhaften Bedauern genöthigt, aus dem Schooße der hohen Bundesversammlung zu scheiden, welcher ich während fünfzehn Jahren anzugehören die Ehre hatte.

Denn ich habe mit wahrer Befriedigung an Bestrebungen und Arbeiten Theil genommen, welche der Wahrung des Rechtes und der forstschreitenden Entwicklung des Besten unseres gemeinsamen Vaterlandes gewidmet waren, und hege die unerschütterliche Hoffnung, daß, wenn auch die wechselnden Verhältnisse der gedeihlichen Wirksankeit der hohen Versammlung zeitweilig Hemmnisse bereiten mögen, die in Bundestreue geeinten Souveraine deutscher Nation Hochdieselbe je mehr und mehr in den Stand setzten werden, ihrem Berufe zu genügen.

Es bleibt mir noch die erfreuliche Erinnerung an vielfache Beweise für Wohlwollen und Vertrauen, welche mir Seitens meiner sehr verehrten Herren Collegen gewährt wurden, und hierfür meinen tiefgefühlten Dank zu sagen, ist mir Bedürfnis. Ich ersuche daher Eure Exzellenz, hochverehrter Herr Präsidialgesandter, denselben geneigtest entgegenzunehmen und meinen bisherigen Herren Collegen darlegen zu wollen, indem ich zugleich um Bewahrung eines allseits freundlichen Andenkens bitte.

Genehmigen Hochdieselben bei diesem Anlaß die Versicherung der ausgezeichneten Hochachtung, mit der ich zu sein die Ehre habe, (gez.) Reinhard.“

Ludwig von Reinhard starb nach längerer Krankheit am 28. Oktober 1866 Mittags halb eins, im Alter von 62 Jahren, in Frankfurt am Main. Er war seit 1843 mit Charlotte Amalie Bertha Marie (* 16. November 1816 in Moskau), einer Tochter des Physikers, Chemikers und Arztes Ferdinand Friedrich von Reuß, verheiratet. Die Ehe blieb kinderlos. Nach einem gemeinschaftlichen Testament beider Ehepartner, erstellt am 7. Mai 1855, setzte Ludwig von Reinhard seine Ehefrau zur Universalerbin ein. Das Dokument ist im Institut für Stadtgeschichte (Frankfurt am Main) als Teil der Nachlassakte mit der Signatur 1866/429 archiviert.

### Auszeichnungen
Ludwig von Reinhard war Träger zahlreicher Auszeichnungen und Titel. Bereits 1852 erhielt er das Komturkreuz des Ordens der Württembergischen Krone. 1856 wurde er zum königlich württembergischen Staatsrat mit dem Titel Exzellenz ernannt und im selben Jahr mit dem Großkreuz des württembergischen Friedrichs-Orden ausgezeichnet. Er war außerdem Träger des Großkreuzes des bayerischen Orden vom Heiligen Michael und des sächsischen Albrechts-Orden, Kommandeur des Ordens vom Niederländischen Löwen, Ritter 1. Klasse des russischen Sankt-Stanislaus-Orden sowie Ritter 2. Klasse des russischen Annenorden.